# My Iron Lung
My Iron Lung is een ep-album van de Britse band Radiohead uit 1994.

## Inleiding
Het album bevat muziek die in de RAK Studios werd opgenomen voor wat Radioheads tweede album werd, The Bends, dat pas in 1995 zou verschijnen. Zanger Yorke gaf aan dat het een tussenpaus was. Het geluid van de band was lichtjes gewijzigd vanwege de inschakeling van andere muziekproducenten. Deze ep wordt gezien als de overgang tussen de pop-rock van Radiohead's album Pablo Honey en de alternatieve stijl van de latere albums.

## Muziek
| Nr. | Titel                            | Duur |
| --- | -------------------------------- | ---- |
| 1.  | My Iron Lung                     | 4:36 |
| 2.  | The Trickster                    | 4:40 |
| 3.  | Lewis (mistreated)               | 3:14 |
| 4.  | Punchdrunk Lovesick Singalong    | 4:40 |
| 5.  | Permant Daylight                 | 2:48 |
| 6.  | Lozenge Of Love                  | 2:16 |
| 7.  | You Never Wash Up After Yourself | 1:44 |
| 8.  | Creep                            | 4:19 |

De titeltrack werd ook uitgegeven als single. Platenlabel EMI Group had daarop aangedrongen om gevolg te geven aan het succes van Creep. Het lied gaat over dat Creep als een ijzeren long fungeerde voor de band; het hield hun in leven De band gebruikte voor deze singlerelease echter niet de opnamen van RAK Studio, maar liveopnamen in mei 1994 in de London Astoria, waarbij publiek werd weggemixt en de stem van Yorke vervangen. De single, uitgebracht in twee versies, haalde in Engeland geen notering; EMI zou het te weinig ondersteund hebben. Het werd weer meegeperst op The Bends. Creep is hier gespeeld in een akoestische setting voor KROQ-FM van 13 juli 1993.

## Nasleep
Men zag in deze ep, dat Radiohead zich qua geluid had ontwikkeld. Het album sluit achteraf gezien beter aan op The Bends dan op debuutalbum Pablo Honey. Het Limburgsch Dagblad van 15 december 1994 vond het nog een vage belofte; een album  met The Beatles-ondertoon; zij hadden nog geen voorkennis van The Bends.
De ep stond twee weken in de Britse singlelijst met hoogste notering 24 (ter vergelijking: Creep, 27 weken en 7 als hoogste notering). Singles en ep passeerden Nederland en België geruisloos.